# Plectromerus dominicanus
Plectromerus dominicanus là một loài bọ cánh cứng trong họ Cerambycidae.